# Acciaio al nichel-cromo-molibdeno
L'acciaio al nichel-cromo-molibdeno è un acciaio debolmente legato di cui comuni esempi sono il 38NiCrMo4 nella designazione UNI EN 10027/2 (a volte indicato anche come 38NCD4) oppure il 40NiCrMo6 (equivalente all'AISI-SAE 4340)

## Composizione
Come esprime il nome stesso, l'acciaio 40NiCrMo6, oltre ad essere composto da ferro e carbonio, presenta percentuali di nichel, cromo e molibdeno.
Questi elementi leganti gli conferiscono delle caratteristiche che lo rendono particolarmente indicato come acciaio da bonifica:
- Nichel: favorisce tenacità e temprabilità.
- Cromo: favorisce la temprabilità;
- Molibdeno: opera contro lo svilupparsi della malattia di Krupp (fragilità al rinvenimento).

Le caratteristiche chimiche specifiche dell'acciaio 40NiCrMo6 (MA) sono:
- Percentuale di carbonio (C) = circa 0,40%
- Percentuale di cromo (Cr) =  0,60 - 0.90%
- Percentuale di nichel (Ni) = 1,20 - 1.60%
- Percentuale di molibdeno (Mo) = circa 0.2%
- Punto critico Ac1 = 730 °C.
- Martensite start (Ms) = 290 °C.

## Usi
L'acciaio nichel-cromo-molibdeno fa parte degli acciai da bonifica, cioè adatti a sopportare carichi elevati, urti e soprattutto a resistere a fatica (carico di rottura Rm = 1200 N/mm2).  L'acciaio 40NiCrMo6 è uno dei migliori di questa categoria, perfetto compromesso tra resistenza meccanica e tenacità. È di solito trattato con la tempra, in acqua o in olio, e con il rinvenimento a circa 620 °C, ma presenta una buona penetrazione della tempra anche con raffreddamento in aria.
Per l'impiego di utensili in acciaio MA è bene preriscaldare fino a 250-300 °C. Questo tipo di accorgimento deve essere eseguito soprattutto quando è necessario eseguire stampi di forma complicata o incisioni profonde.

Gli acciai al nichel-cromo-molidbeno sono utilizzati per la costruzione di componenti soggetti a forte sollecitazione sia statica che dinamica, quali alberi a manovella, bielle, ingranaggi, pistoni, giunti, parti di motori a combustione interna, fucili, catene antifurto. Le catene antifurto di acciaio nichel-cromo-molibdeno cementato sono reputate tra le migliori poiché si rende necessaria una smerigliatrice angolare per aprirle.